# Treiten
Treiten (em francês: Treiteron) é uma comuna da Suíça, situada no distrito administrativo de Seeland, no cantão de Berna. Tem 4,7 km² de área e sua população em 2018 foi estimada em 416 habitantes.